# Bundestagswahlkreis Uckermark – Barnim I
Der Bundestagswahlkreis Uckermark – Barnim I (Wahlkreis 57) ist ein Wahlkreis in Brandenburg für die Wahlen zum Deutschen Bundestag. Er umfasst den Landkreis Uckermark und vom Landkreis Barnim die Gemeinden Eberswalde, Schorfheide und Wandlitz sowie die Ämter Biesenthal-Barnim, Britz-Chorin-Oderberg und Joachimsthal (Schorfheide). Bei der Bundestagswahl 2021 waren 182.834 Einwohner wahlberechtigt.

## Geschichte
Der Wahlkreis besteht in der jetzigen Form seit der Wahlkreisreform von 2002. Im Zuge der Reduzierung der Anzahl der Wahlkreise in Brandenburg von zwölf auf zehn wurde vom Vorgängerwahlkreis 272 Prenzlau – Angermünde – Schwedt – Templin – Gransee das Gebiet des ehemaligen Landkreises Gransee abgetrennt und gleichzeitig wurden Teile des Wahlkreises 274 Eberswalde – Bernau – Bad Freienwalde hinzugefügt.
Zum Wahlkreis gehörte bis 2005 auch das gesamte Amt Groß Schönebeck (Schorfheide). Nach dessen Auflösung 2003 gingen vor der Bundestagswahl 2005 die Gemeinde Marienwerder und die ehemalige Gemeinde Zerpenschleuse an den Bundestagswahlkreis Märkisch-Oderland – Barnim II. 2005 hatte er die Wahlkreisnummer 57, 2009 die Nummer 58 und seit 2013 wieder die Nummer 57. Zur Bundestagswahl 2017 wechselten zusätzlich die Gemeinde Wandlitz und das Amt Biesenthal-Barnim aus dem Wahlkreis Märkisch-Oderland – Barnim II in den Wahlkreis.

## Wahlkreisabgeordnete
Wahlkreis Uckermark – Barnim I  bzw. Prenzlau – Angermünde – Schwedt – Templin – Gransee.
| Wahl | Abgeordneter | Abgeordneter  | Partei | Stimmen in % |
| ---- | ------------ | ------------- | ------ | ------------ |
| 1990 |              | Markus Meckel | SPD    | 37,7         |
| 1994 | 48,8         | Markus Meckel | SPD    |              |
| 1998 | 54,0         | Markus Meckel | SPD    |              |
| 2002 | 49,4         | Markus Meckel | SPD    |              |
| 2005 | 39,6         | Markus Meckel | SPD    |              |
| 2009 |              | Sabine Stüber | LINKE  | 32,0         |
| 2013 |              | Jens Koeppen  | CDU    | 38,9         |
| 2017 | 30,6         | Jens Koeppen  | CDU    |              |
| 2021 |              | Stefan Zierke | SPD    | 29,6         |
| 2025 |              | Hannes Gnauck | AfD    | 38,3         |

## Wahlergebnisse

### Bundestagswahl 2025
| Kandidaten                                             | Kandidaten                 | Parteien/Listen       | Erststimmen | Erststimmen | Zweitstimmen | Zweitstimmen |
| Kandidaten                                             | Kandidaten                 | Parteien/Listen       | Stimmen     | %           | Stimmen      | %            |
| ------------------------------------------------------ | -------------------------- | --------------------- | ----------- | ----------- | ------------ | ------------ |
|                                                        | Stefan Zierke              | SPD                   | 27.211      | 19,4        | 19.510       | 13,8         |
|                                                        | Ulrike Mauersberger        | CDU                   | 25.664      | 18,3        | 22.698       | 16,1         |
|                                                        | Michael Kellner            | Bündnis 90/Die Grünen | 5.459       | 3,9         | 6.831        | 4,8          |
|                                                        | Mike Menzel                | FDP                   | 3.322       | 2,4         | 3.745        | 2,7          |
|                                                        | Hannes Gnauckgewählt im WK | AfD                   | 53.912      | 38,3        | 50.766       | 36,0         |
|                                                        | Isabelle Czok-Alm          | Die Linke             | 17.198      | 12,2        | 15.479       | 11,0         |
|                                                        | Michael Stürmer            | Freie Wähler          | 5.177       | 3,7         | 2.207        | 1,6          |
|                                                        | Andreas Wolk               | Die PARTEI            | 2.640       | 1,9         | 1.302        | 0,9          |
|                                                        | –                          | Volt                  | –           | –           | 696          | 0,5          |
|                                                        | –                          | MLPD                  | –           | –           | 83           | 0,1          |
|                                                        | –                          | Bündnis Deutschland   | –           | –           | 274          | 0,2          |
|                                                        | –                          | BSW                   | –           | –           | 17.499       | 12,4         |
| Gesamt                                                 | Gesamt                     | Gesamt                | 140.583     | 100         | 141.090      | 100          |
|                                                        |                            |                       |             |             |              |              |
| Ungültige Stimmen                                      | Ungültige Stimmen          | Ungültige Stimmen     | 1.532       | 1,1         | 1.025        | 0,7          |
| Wähler                                                 | Wähler                     | Wähler                | 142.115     | 78,9        | 142.115      | 78,9         |
| Wahlberechtigte                                        | Wahlberechtigte            | Wahlberechtigte       | 180.128     |             | 180.128      |              |
|                                                        |                            |                       |             |             |              |              |
| Quellen: Die Bundeswahlleiterin, Kandidaten – Ergebnis |                            |                       |             |             |              |              |

### Bundestagswahl 2021
Bei der Bundestagswahl 2021 sind für den Wahlkreis 57 19 Parteien mit Landeslisten und 13 Kandidaten für das Direktmandat angetreten. Die Wahlbeteiligung lag bei 71,6 %.
| Direktkandidat                   | Partei           | Erststimmen in % | Zweitstimmen in % |
| -------------------------------- | ---------------- | ---------------- | ----------------- |
| Jens Koeppen                     | CDU              | 17,8             | 15,3              |
| Hannes Gnauck                    | AfD              | 20,3             | 19,9              |
| Stefan Zierke                    | SPD              | 29,6             | 31,4              |
| Isabelle Czok-Alm                | DIE LINKE        | 9,5              | 9,0               |
| Friedhelm Boginski               | FDP              | 8,5              | 8,1               |
| Michael Kellner                  | GRÜNE            | 5,8              | 7,0               |
| –                                | Tierschutzpartei | –                | 2,2               |
| Niels Neudeck                    | Die PARTEI       | 1,6              | 1,2               |
| Jörg Arnold                      | FREIE WÄHLER     | 3,0              | 2,4               |
| –                                | NPD              | –                | 0,4               |
| –                                | DKP              | –                | 0,1               |
| Thomas Löb                       | ÖDP              | 0,3              | 0,2               |
| –                                | MLPD             | –                | 0,0               |
| Richard MacLean                  | dieBasis         | 1,6              | 1,5               |
| –                                | Die Humanisten   | –                | 0,1               |
| Stefan Günther                   | PIRATEN          | 0,6              | 0,4               |
| –                                | Team Todenhöfer  | –                | 0,2               |
| –                                | UNABHÄNGIGE      | –                | 0,4               |
| –                                | Volt             | –                | 0,2               |
| Jürgen Buro                      | Einzelbewerber   | 0,3              | –                 |
| Christoph Graf von Schlippenbach | Einzelbewerber   | 0,1              | –                 |

### Bundestagswahl 2017
Die Bundestagswahl 2017 hatte folgendes Ergebnis:
| Direktkandidat     | Partei           | Erststimmen in % | Zweitstimmen in % |
| ------------------ | ---------------- | ---------------- | ----------------- |
| Jens Koeppen       | CDU              | 30,6             | 28,2              |
| Steffen John       | AfD              | 20,2             | 20,8              |
| Stefan Zierke      | SPD              | 19,4             | 16,9              |
| Andreas Büttner    | DIE LINKE        | 18,4             | 18,6              |
| Thomas Dyhr        | GRÜNE/B90        | 3,7              | 4,1               |
| –                  | NPD              | –                | 1,0               |
| Laura Schieritz    | FDP              | 3,8              | 5,5               |
| Detlef Klix        | FREIE WÄHLER     | 1,8              | 1,2               |
| –                  | MLPD             | –                | 0,1               |
| –                  | BGE              | –                | 0,4               |
| Andreas Zieger     | DKP              | 0,3              | 0,2               |
| –                  | DM               | –                | 0,4               |
| –                  | ÖDP              | –                | 0,1               |
| Peter Paul Petzold | Die PARTEI       | 1,7              | 1,1               |
| –                  | Tierschutzpartei | –                | 1,4               |

### Bundestagswahl 2013
Die Bundestagswahl 2013 hatte folgendes Ergebnis:
| Direktkandidat       | Partei          | Erststimmen in % | Zweitstimmen in % |
| -------------------- | --------------- | ---------------- | ----------------- |
| Sabine Ursula Stüber | DIE LINKE       | 26,0             | 23,8              |
| Stefan Zierke        | SPD             | 23,5             | 22,7              |
| Jens Koeppen         | CDU             | 38,9             | 36,8              |
| Martin Hoeck         | FDP             | 1,6              | 2,1               |
| Sarah Polzer-Storek  | GRÜNE           | 2,9              | 3,6               |
| Aileen Rokohl        | NPD             | 3,4              | 2,7               |
| Jürgen Voigt         | PIRATEN         | 2,5              | 2,0               |
| —                    | REP             | —                | 0,2               |
| —                    | MLPD            | —                | 0,1               |
| —                    | AfD             | —                | 4,8               |
| —                    | pro Deutschland | —                | 0,3               |
| Wilfried Haase       | FREIE WÄHLER    | 1,2              | 0,9               |

### Bundestagswahl 2009
Die Bundestagswahl 2009 hatte folgendes Ergebnis:
| Direktkandidat            | Partei    | Erststimmen in % | Zweitstimmen in % |
| ------------------------- | --------- | ---------------- | ----------------- |
| Sabine Ursula Stüber      | DIE LINKE | 32,0             | 31,0              |
| Markus Meckel             | SPD       | 27,0             | 26,0              |
| Jens Koeppen              | CDU       | 25,9             | 23,9              |
| Walter Henke              | FDP       | 6,2              | 7,7               |
| Alice-Sarah Polzer-Storek | GRÜNE     | 4,3              | 4,6               |
| Mike Sandow               | NPD       | 3,8              | 3,1               |
| —                         | PIRATEN   | —                | 1,9               |
| —                         | DVU       | —                | 0,7               |
| —                         | MLPD      | —                | 0,1               |
| —                         | FWD       | —                | 0,7               |

### Bundestagswahl 2005
Die Bundestagswahl 2005 hatte folgendes Ergebnis:
| Direktkandidat        | Partei     | Erststimmen in % | Zweitstimmen in % |
| --------------------- | ---------- | ---------------- | ----------------- |
| Markus Meckel         | SPD        | 39,6             | 36,2              |
| Jens Koeppen          | CDU        | 23,0             | 20,6              |
| Heinz Gerdsen         | FDP        | 3,4              | 5,4               |
| Thomas Wesche         | GRÜNE      | 2,4              | 3,7               |
| Irene Wolff-Molorciuc | Die Linke. | 28,1             | 29,2              |
| Kerstin Michaelis     | NPD        | 3,5              | 3,2               |
| —                     | GRAUE      | —                | 0,6               |
| —                     | 50Plus     | —                | 0,8               |
| —                     | MLPD       | —                | 0,2               |